# 大川弘一
大川 弘一（おおかわ こういち、1970年8月12日 - ）は、埼玉県出身の日本の実業家。メールマガジン配信サイトまぐまぐの創業社長。

## 経歴
- 1989年 - 慶應義塾志木高等学校卒業。（端艇部所属）
- 1992年 - 慶應義塾大学商学部中退。
- 1993年 - 株式会社KLC入社。
- 1996年 - 有限会社ユナイテッドデジタル（現・株式会社ユナイテッドデジタル）を設立。
- 1997年 - まぐまぐ創業。
- 1997年 - 株式会社まぐまぐを設立。代表取締役に就任。
- 1999年 - 株式会社まぐクリックを設立。取締役に就任。
- 2000年 - 株式会社まぐクリックを上場。
- 2007年11月1日 - 株式会社まぐまぐ代表取締役を退任。
- 2008年 - 株式会社MemoLiを設立。代表取締役に就任。
- 2009年2月21日 - 株式会社まぐまぐ代表取締役に復帰。
- 2013年 - 株式会社まぐまぐ代表取締役を退任。

### 関係文献
- CiNii>大川弘一

## 著書
- 『逆境エブリデイ』（講談社、2014年）